# 森真紀
森 真紀（もり まさのり、1950年 - ）は、日本の詩人・作曲家。東京上野生まれ。國學院大學文学部哲学科卒業。主に、ドイツ観念論を学ぶ。学びつつも興味は文学、音楽へと傾いてゆく。　
文学の分野では、本名のほかに、森学などの筆名で、「文藝春秋special 素晴らしき日本語の世界」「死ぬのによい日だ　日本エッセイストクラブ　文春文庫」「詩学」「詩学研究」「四季」「詩」「東京四季」「日本語の星たち」「現代詩集成」「詩・アンソロジー」などに作品を発表。
作曲の分野では、ハロージャンボ音楽フェスティバル最優秀グランプリ受賞。NHK最優秀賞三度受賞、クレヨンハウス『音楽広場』賞受賞。

## 作品
- 『ちばけんいちかわずる休み』日本図書刊行会（1998.8）
- 『悪妻盆に帰らず ことわざウラ世界 上』まどか出版（2004.5）
- 『日本語ごっこ ことわざウラ世界 特上』まどか出版（2005.9）
- 『うちの猫は俳句が大好き』土曜美術社出版販売（2020.10）
- 『ポチがいた庭 森真紀詩集』土曜美術社出版販売（2023.5）